# Kampong Kong
Kampong Kong es una comuna (khum) del distrito de Kaoh Thum, en la provincia de Kandal, Camboya. En marzo de 2008 tenía una población estimada de 11 450 habitantes.
Se encuentra ubicada al sur del país, en la llanura central camboyana, a escasa distancia del río Mekong, de Nom Pen —la capital del país— y de la frontera con Vietnam.